# Mountain City (Tennessee)
Mountain City – miasto w Stanach Zjednoczonych, w stanie Tennessee, siedziba administracyjna hrabstwa Johnson.